# Augustín Mrázik
Augustín Mrázik  (* 16. Dezember 1928 in Dolná Súča; † 23. August 2011 in Bratislava) war ein slowakischer Bauingenieur und Ingenieurwissenschaftler.

## Leben
Mrázik, Sohn eines Zimmermanns, studierte von 1949 bis 1954 Bauingenieurwesen an der
Slowakischen Technischen Universität (STU) in Bratislava und war ab 1954 am Institut für Bauwesen und Architektur der Slowakischen Akademie der Wissenschaften. Er wurde 1958 bei Jozef Djubek promoviert (Dissertation: Statische Lösung für Verbund-Vollwandträger). Mit Djubek, der in Leningrad studierte und gute Kontakte zu sowjetischen Wissenschaftlern auf diesem Gebiet hatte, veröffentlichte er 1960 Empfehlungen für den Entwurf von Stahlbauten nach der Traglasttheorie,  wobei sie auch in einem weiteren Bericht die bei Bemessung nach dieser Methode erzielbaren Einsparungen nachwiesen. Die Traglastmethode (plastische Grenzzustände) für die Bemessung im Stahlbau wurde in der Tschechoslowakei zuerst bei einem Flugzeughangar angewandt. Über die Bemessung nach der Traglastmethode hielt er 1964 mit einem Koautor auf einer Konferenz einen Vortrag, und sie schlug sich auch in den tschechoslowakischen Normen nieder (1966, in Kraft getreten 1968). 
Auf einer Comecon-Konferenz in Timișoara in Rumänien, auf der er in der tschechoslowakischen Delegation mit František Faltus und Adolf Chalupa teilnahm, konnte sich eine Normierung mit Bemessung nach der Traglastmethode nicht durchsetzen. Die DDR opponierte, da sie ihre TGL-Standards möglichst nahe an den DIN-Standards halten wollte, sie wurde aber teilweise in der Sowjetunion übernommen. Er verwendete früh Computer in seiner Forschung und untersuchte die Stahlqualität tschechoslowakischer Produktion mit statistischen Methoden, wobei er herausfand, dass die heimische Qualität der ausländischen nicht nachstand.
Er lehrte an der Slowakischen Technischen Universität in Bratislava. Seine Habilitation (Doktorgrad nach dem osteuropäischen System) erfolgte 1979. Die Habilitationsschrift war über Grenzzustände und Plastizität von Stahlkonstruktionen, also das Traglastverfahren.
Mrázik befasste sich mit Traglasttheorie (plastische Bemessung), Tragfähigkeit von Querschnitten bei mehreren internen Kräften, Zuverlässigkeitstheorie, Stabilität von Verformungen, zyklischer Belastung und Kurzzeitermüdung (Low Cycle Fatigue).
1988 erhielt er die Aurel-Stodola-Goldmedaille der Slowakischen Akademie der Wissenschaften.
Er war religiös und deshalb nicht Mitglied der Kommunistischen Partei, was für seine Karriere hinderlich war (er durfte zum Beispiel keine Reisen ins westliche Ausland machen um seine Ergebnisse zu präsentieren). Auch die Veröffentlichung zur plastischen Bemessung in Buchform geschah relativ spät. Ein weiteres Handicap war, dass er taub war.

## Schriften
- Zuverlässigkeitstheorie von Stahlkonstruktionen (Slowakisch), Bratislava 1987
- mit Miroslav Skaloud; Miroslav Tocháček: Plastische Bemessung von Stahlkonstruktionen (Tschechisch), 1980
  - Englische Ausgabe: Plastic design of steel structures, Ellis Horwood 1986 (auch ins Russische übersetzt)

| Personendaten    | Personendaten                                          |
| ---------------- | ------------------------------------------------------ |
| NAME             | Mrázik, Augustín                                       |
| KURZBESCHREIBUNG | slowakischer Bauingenieur und Ingenieurwissenschaftler |
| GEBURTSDATUM     | 16. Dezember 1928                                      |
| GEBURTSORT       | Dolná Súča                                             |
| STERBEDATUM      | 23. August 2011                                        |
| STERBEORT        | Bratislava                                             |